# Snörkeramisk kultur
Snörkeramisk kultur är ett samlingsbegrepp över en arkeologisk kulturgrupp som var utbredd i Nord-, Central- och Östeuropa samt in i Ryssland under neolitisk tid. Den inleddes runt 2950-2900 f.Kr. och spreds snabbt till ett stort område av Tyskland och Polen samt Jylland i Danmark. Samtidigt eller något senare förekom den också på de ryska stäpperna samt inte långt därefter i Baltikum, Finland och i Sverige-Norge. Det sistnämnda områdets kultur kallas stridsyxekulturen (eller båtyxekulturen) och i Danmark benämns den enkeltgravskulturen.

## Ledartefakter
Inom detta område finns stora likheter i keramikkärlens utformning och tillverkningsteknik, samt formen på stridsyxor av exklusiva bergarter och försedda med skafthål, samt gravtyper där liggande sovställning (hocker) är allenarådande, men det finns också betydande skillnader i övriga delar av kulturen vilka blir större med tiden. Runt 2400 f.Kr. upphörde de snörkeramiska kulturerna i de flesta områdena i Europa utom i Ryssland där den kom att bli kvar under ytterligare några sekler.

## Ursprung och utveckling
Den snörkeramiska kulturens ursprung är omdiskuterad. Bland de platser som kulturen antas ha kommit från, märks främst östra delarna av Ryssland, södra Polen samt södra Tyskland. De som antar att kulturen kom från de ryska stäpperna österifrån antar ofta att den hade ett indoeuropeiskt ursprung och att de var de första indoeuropéerna som slog sig ned i Europa andra delar av Europa. Mot detta står de teorier som hellre förlägger ursprunget till mellersta Tyskland, vilket kan ses som mer korrekt men anledningen av på vilket sätt som kulturen uppstår och utvecklingen av dess viktigaste ledartefakter i kombination med C14-dateringar.
Dess nära släktskap med klockbägarkulturen i västra Europa är uppenbar och har medfört olika försök till förklaringar hur dessa båda enormt stora kulturkomplex hör ihop. Klart är att den snörkeramiska kulturen är något äldre och att floden Rhen var en viktig gräns mellan dem.
Den snörkeramiska kulturen var homogen från början men inom ett sekel eller högst två kan den uppdelas i ett 15-tal fristående kulturområden.

## Delområden av kulturkomplexet

### Oderkulturen
Oderkulturen var en av delområdena till den snörkeramiska kulturen, daterat till mellanneolitikum, och är en lokalgrupp inom det mellersta- och nordeuropeiska komplexet av snörkeramiska kulturgrupper. Oderkulturens centrum ligger i Uckemark. Kulturen igenkänns av de gravfynd och från boplatser i Schlesienområdet, Tyskland.
Troligen har Oderkulturens folkgrupp invandrat till det nordjyska (Danmark) områdets sena enkelgravskulturområdet, därom tvistat.

### Zlotakulturen
Zlotakulturen var en av delområdena till den snörkeramiska kulturen och var en uppblandad, huvudsakligen snörkeramisk kulturgrupp uppkallad efter fyndplats i sydöstra Polen. Den brukar dateras till 2.400-2.000 f.Kr. (okalibrerad ålder).